# 2039 Payne-Gaposchkin
Payne-Gaposchkin (asteroide 2039) é um asteroide da cintura principal com um diâmetro de 23 quilómetros, a 2,7231492 UA. Possui uma excentricidade de 0,1411841 e um período orbital de 2 062,29 dias (5,65 anos).
Tem uma velocidade orbital média de 16,726577 km/s e uma inclinação de 2,52446º.
Este asteroide foi descoberto em 14 de fevereiro de 1974 no Harvard Observatory. O seu nome homenageia Cecilia Payne-Gaposchkin.